# Туризм в Сербии

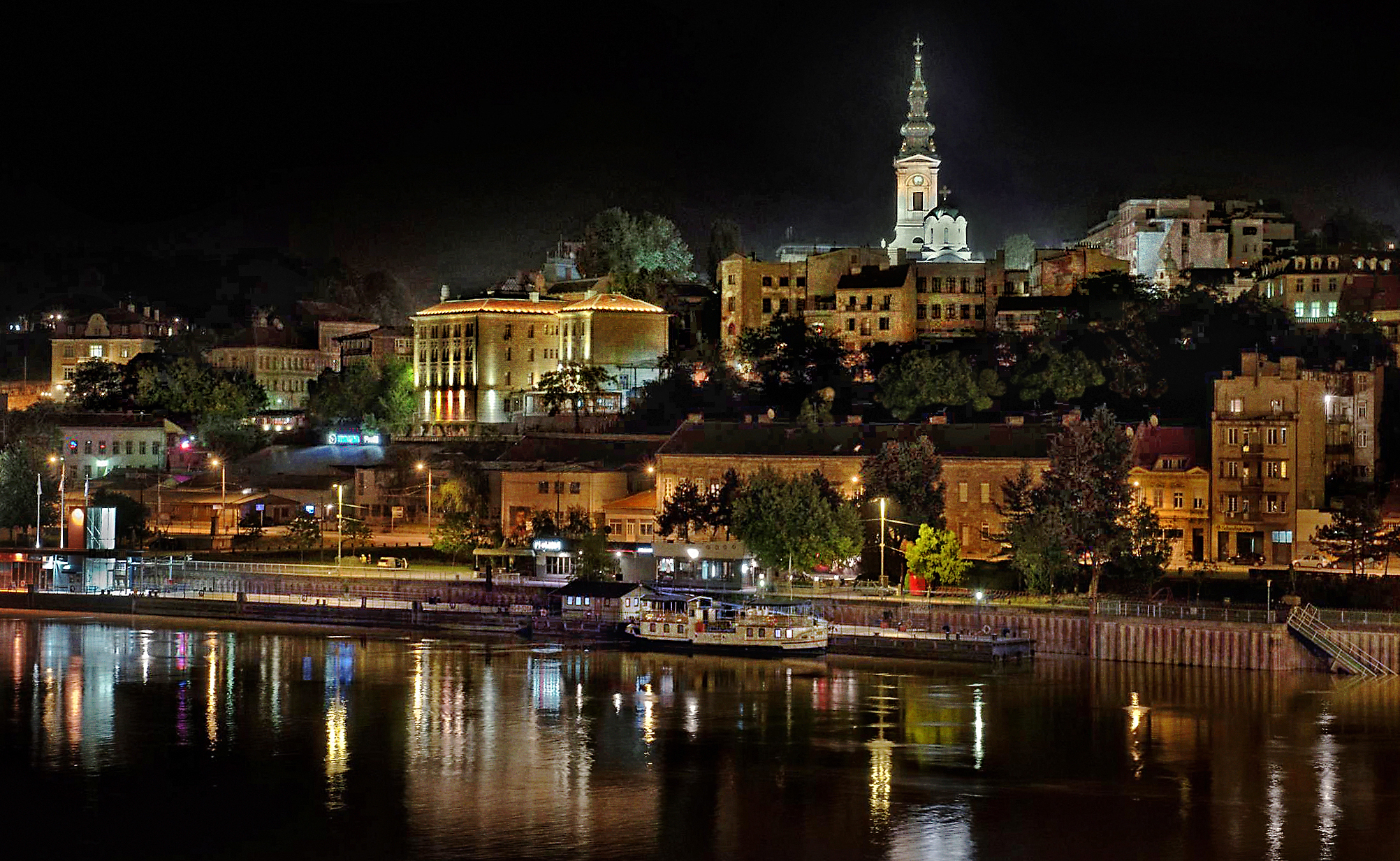
Ночной Белград

Сербия располагается на стыке двух географических и культурных регионов Европы. Это Центральная Европа (Среднедунайская низменность) и Юго-Восточная Европа (Балканский полуостров).
Разнообразие ландшафтных и культурно-исторических памятников, спа-курорты, охотничьи угодья и рыбалка формируют туристический облик Сербии. Международные автомагистрали и железнодорожные линии, проходящие по территории Сербии, связывают Западную и Центральную Европу с Грецией, Турцией, Ближним Востоком, Азией и Африкой. Воздушные коридоры, связывающие Запад и Восток, Север и Юг, также проходят над этой страной.

## Города

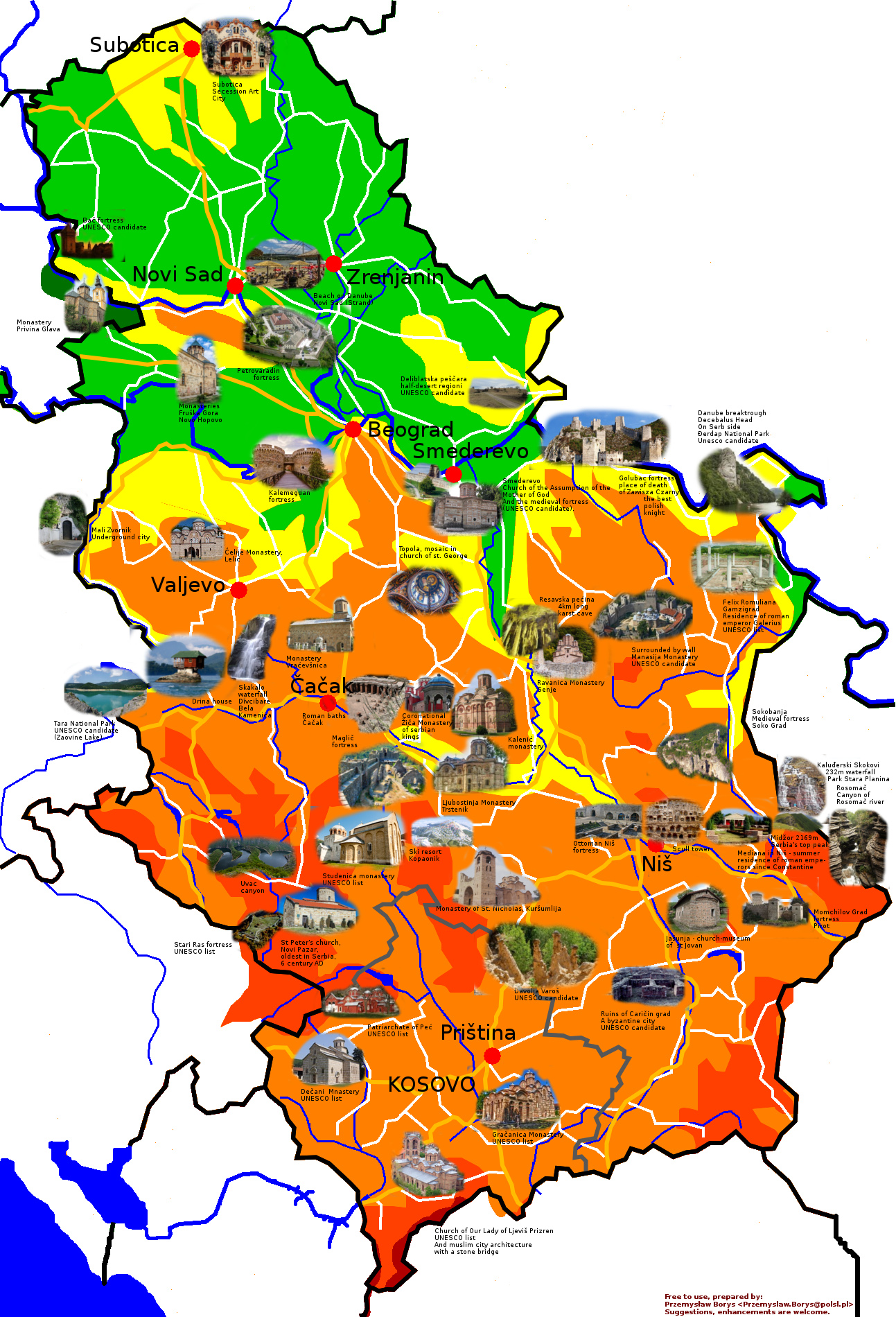
Карта с наиболее известными туристическими достопримечательностями Сербии.

Белград, столица Сербии, располагается на слиянии рек Сава и Дунай. За всю свою длительную историю Белград был завоеван 60 раз и разрушался до основания не менее 38 раз, однако каждый раз, будучи разрушенным до основания, город снова восстанавливался. Сегодня Белград – город с населением около 2 млн. чел., предлагающий своим гостям разнообразную программу культурных и спортивных событий. В Белграде расположены музеи, культурно-исторические памятники. Благодаря наличию конгресс-центра «Сава» и многочисленных отелей, Белград стал одним из важных центров конгрессов и съездов в Европе. 
Среди других городов, располагающих возможностями для делового туризма, следует отметить Нови-Сад («Сербские Афины»), Приштину, Ниш, Суботицу, Крагуевац, Лесковац, Крушевац, Ужице. Центрами спа-туризма являются Врнячка Баня, Нишка-Баня, Буковичка Баня, Сокобаня и другие курорты.

### Белград
Среди основных туристических достопримечательностей Белграда исторические районы города и архитектурные сооружения. К ним относятся Скадарлия, Национальный музей Сербии и расположенный рядом Национальный театр, Земун, площадь Николы Пашича, площадь Теразие, Студенческая площадь, крепость Калемегдан, улица князя Михаила, храм Святого Саввы, здание Парламента и Старый дворец, бывшая королевская резиденция династии Обреновичей. Кроме этого, в городе расположены многочисленные музеи, парки, памятники, кафе, рестораны и магазины.
С вершины горы Авала, от памятника Неизвестному герою, открывается панорамный вид на город.
Мавзолей Иосипа Броз Тито, также называемый Домом цветов и близлежащие парки Топчидер и Кошутняк являются популярными местами, особенно среди туристов из стран бывшей Югославии. 

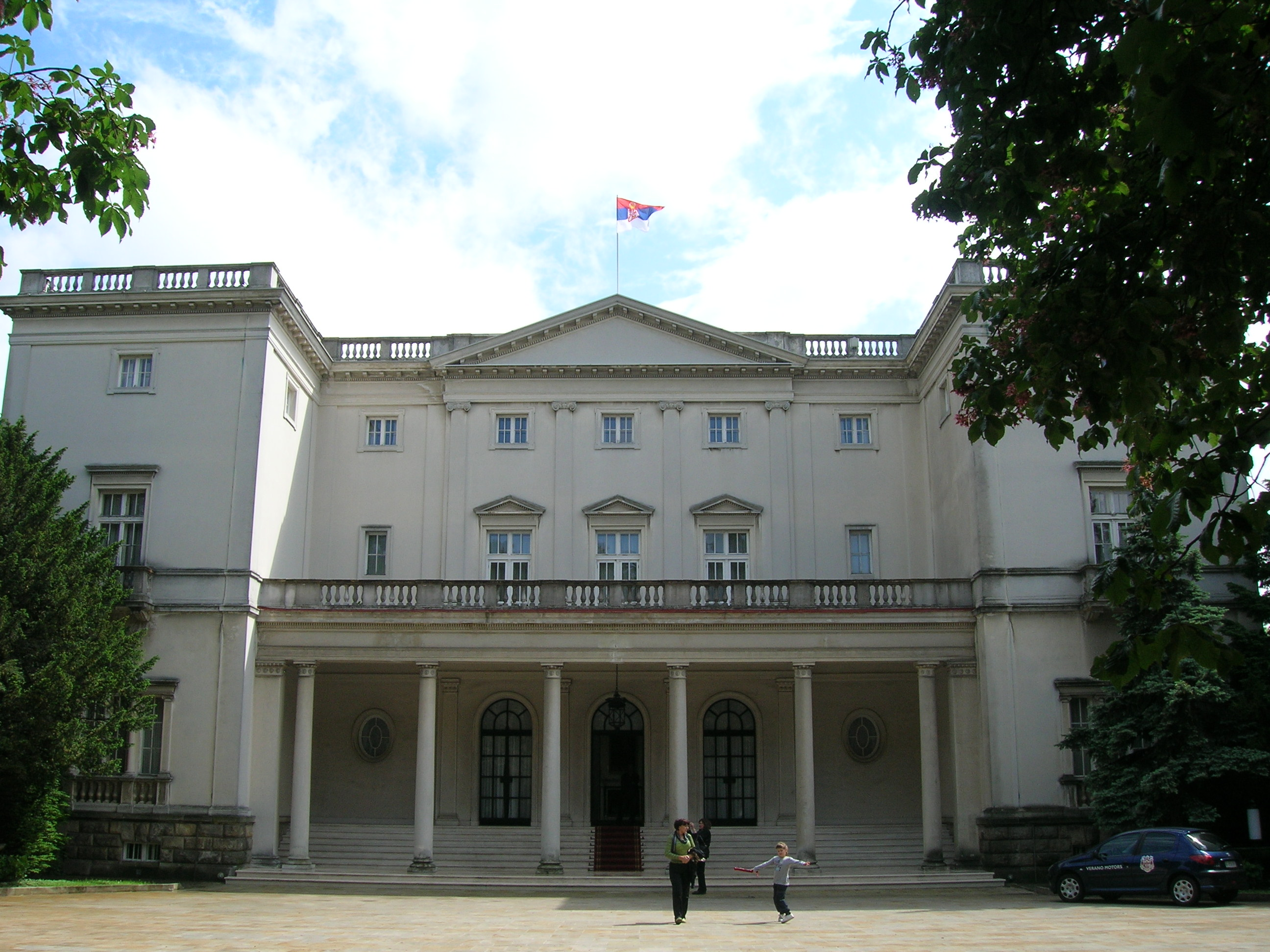
Белый двор

Белый двор, или "Белый дворец", резиденция королевской семьи Карагеоргиевичей, располагает коллекцией ценных работ, включающией полотна кисти Рембрандта, Никола Пуссена, Себастьяна Бурдона, Паоло Веронезе, Каналетто, Креспи, Винтерхальтера, Ивана Мештровича и других.
Ада Циганлия — бывший остров на реке Сава и крупнейший спортивно-рекреационный комплекс Белграда. Сегодня он соединен с берегом, образуя искусственное озеро на реке. В летний период Ада Циганлия — одно из популярнейших мест отдыха жителей города. Здесь имеется семь километров пляжей, созданы условия для занятий различными видами спорта, включая гольф, футбол, баскетбол, волейбол, регби, бейсбол, теннис. Количество купающихся в летние дни колеблется от 200 000 до 300 000 человек ежедневно. Клубы работают круглосуточно, организуя концерты с живой музыкой и вечеринки на пляже, длящиеся до утра. Экстремальные виды спорта, такие как банджи-джампинг, пэйнтбол или водные лыжи, также доступны для отдыхающих. На острове проложены многочисленные маршруты для велосипедных или пеших прогулок.
Помимо Ады, в Белграде насчитывается 16 островов на реках, многие из которых до сих пор не используются. Один из них, Большой Военный остров, расположенный в месте впадения Савы в Дунай, выделяется как оазис нетронутой дикой природы. Наряду с соседним Малым Военным островом, он охраняется городскими властями как природный заповедник.

### Нови-Сад

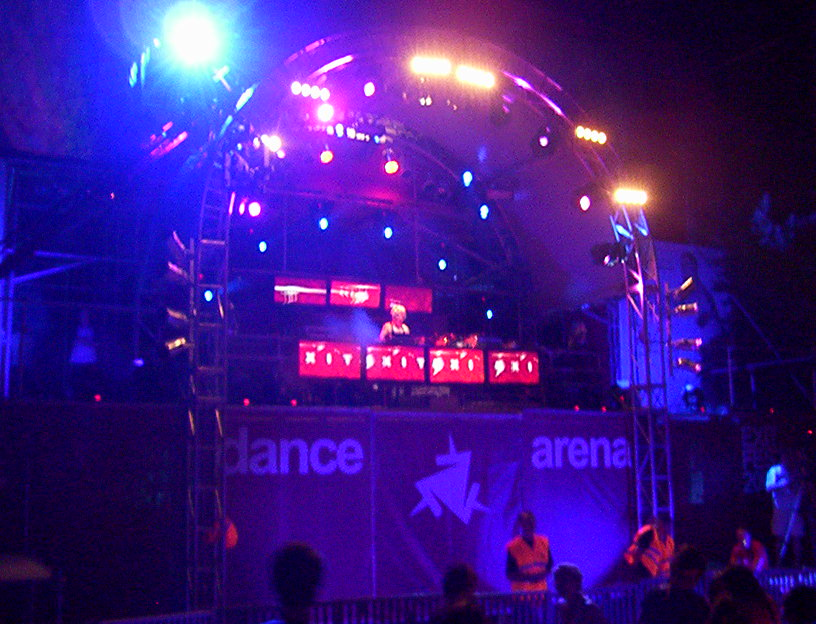
Dance arena в июле 2006 года, одна из наиболее популярных площадок музыкального фестиваля EXIT

Количество туристов в Нови-Саде возрастает начиная с 2000 г., когда Сербия стала более открытой для стран Западной Европы и США. Каждый год в начале июля, во время проведения музыкального фестиваля EXIT, в город съезжается молодежь со всей Европы. В 2005 году 150 000 человек посетили этот фестиваль - событие, которое поместило Нови-Сад на карту летних фестивалей в Европе.  Помимо фестиваля EXIT, Нови-Сад привлекает деловых туристов - в мае в городе проводится крупнейшая в регионе сельскохозяйственная ярмарка, которую в 2005 году посетило 600 000 человек. Поблизости от Варадинского моста в центре города имеется порт, в котором останавливаются теплоходы, совершающие круизы по Дунаю.
Наиболее известной достопримечательностью в Нови-Саде является Петроварадинская крепость, являющаяся городской доминантой. От крепости открываются живописные виды на город. Помимо крепости, привлекателен для туристов исторический район Стари-Град с его многочисленными памятниками, музеями, кафе, ресторанами и магазинами. Недалеко от Нови-Сада находится национальный парк Фрушка-Гора (около 20 км от центра Нови-Сада).

## Памятники культуры

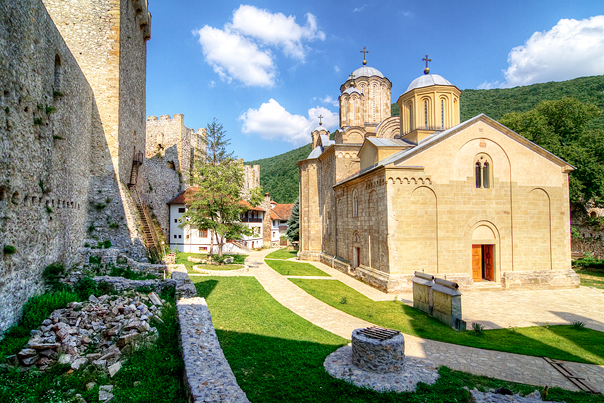
Монастырь Манасия

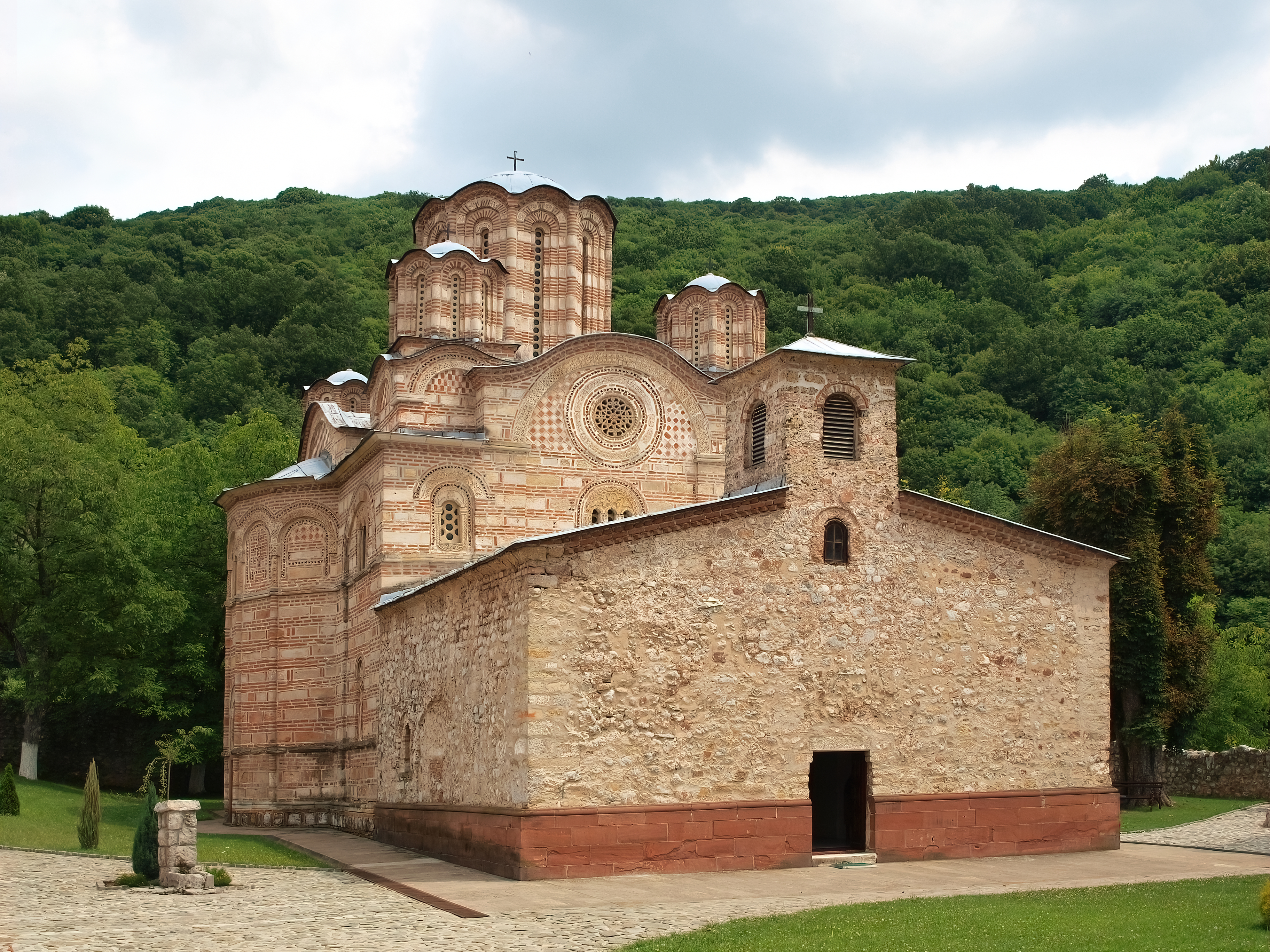
Монастырь Раваница

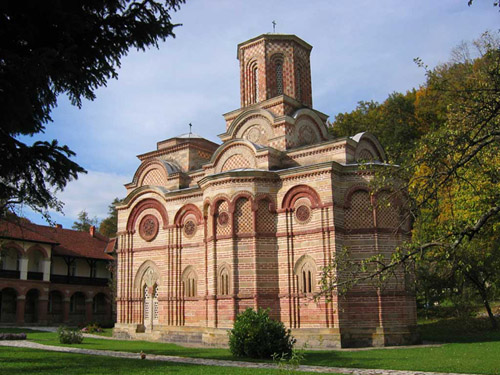
Монастырь Каленич

Монастырь Грачаница

Сербия обладает богатым культурным наследием, включающим ряд памятников под охраной ЮНЕСКО, в том числе средневековые монастыри с их уникальной архитектурой и выдающими фресками, созданными в т.наз. золотой век Сербии в XII—XIII столетиях н. э.
- Лепенски-Вир (стоянка мезолитических охотников, датируемая VI веком до н. э.).
- Монастырь Печского патриархата, монастырь Грачаница, церковь Богородица Левишка — средневековые духовные центры сербского православия, находящиеся под охраной ЮНЕСКО.
- Монастырь Студеница и средневековый город Рас, монастырь Сопочаны, которые включены в список наиболее ценных памятников мира, находящихся под охраной ЮНЕСКО.
- Монастырь Высокие Дечаны — одна из крупнейших средневековых церквей на Балканах, кафедральный собор поблизости от города Печ в Косово.
- Монастырь Джурджеви-Ступови (Георгиевы башни) — церковь XII века династии Неманичей.
- Монастырь Милешева (усыпальница королевской династии Неманичей).
- Монастырь Баньска.
- Монастырь Жича Стефана Первовенчанного, первого короля Сербии (XIII век).
- Монастырь Каленич в Центральной Сербии.
- Храм Святого Саввы в Белграде.

## Национальные парки

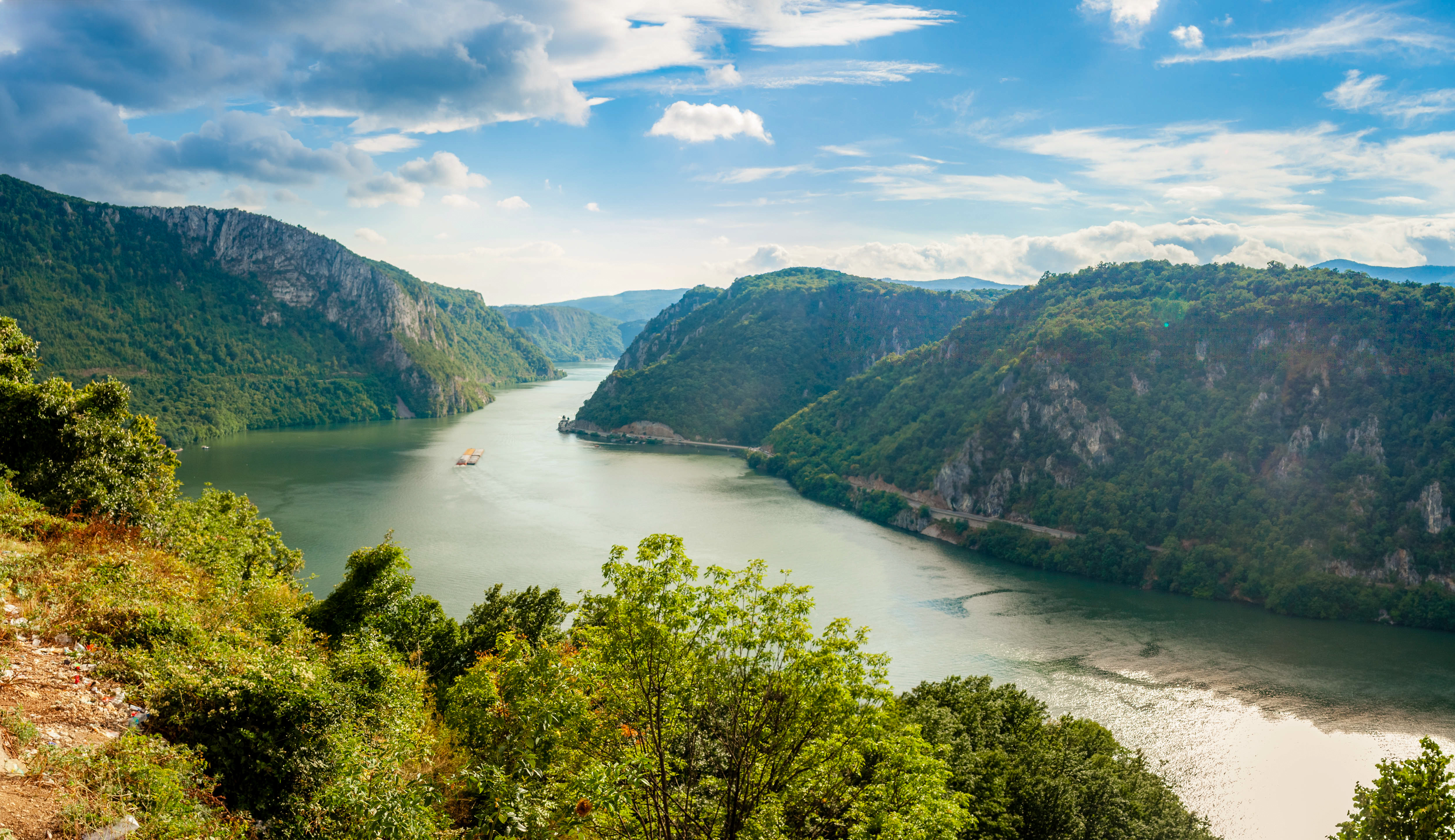
Железные ворота на Дунае

В Сербии имеется пять национальных парков: Джердап, Копаоник, Тара, Шар-Планина и Фрушка-Гора. 
Национальный парк Джердап протянулся на 100 км от Голубаца до Кладово, занимает площадь около 630 кв. км. В этом месте Дунай протекает через грандиозное Джердапское ущелье. Два озера, Джердап и Серебряное озеро, наиболее примечательны на сербской части Дуная. 
Фрушка-Гора расположена между реками Сава и Дунай и представляет собой лесистый холм на равнине в провинции Воеводина. Общая площадь превосходит 220 кв. км. Фрушка-Гора также является привлекательным туристическим объектом благодаря многочисленным старым сербским монастырям. Этот регион имеет давние традиции виноделия и известен также как популярное место для охотников.